# Vito Nunziante
Vito Nicola Nunziante (Campagna, 12 aprile 1775 – Torre Annunziata, 22 settembre 1836) è stato un generale, politico e imprenditore italiano, vissuto nel Regno di Napoli (poi Regno delle Due Sicilie).

## Attività militare e politica

### L'infanzia e l'arruolamento
Vito Nunziante nacque a Campagna, in provincia di Salerno, il 12 aprile 1775 da una modesta famiglia, quarto figlio di undici fratelli. Fu affidato dal padre Pasquale ad uno zio canonico per essere avviato al sacerdozio, ma nel 1794 fu chiamato, tramite il metodo dell'imbossolamento (praticamente un'estrazione a sorte), a prestare servizio militare, attività per la quale probabilmente si sentiva più portato. La sua statura eccezionale, un fisico straordinariamente vigoroso e il suo coraggio ne facevano un soldato di elezione e gli valsero la stima del colonnello Luigi Pignatelli, che comandava il 13º Reggimento Fanteria di Linea “Lucania” al quale era stato assegnato. Fu lo stesso Pignatelli a nominarlo furiere del reggimento e ad ottenere successivamente per lui, anche per il fatto che, avuto l'incarico di catturare i disertori, ne riprese circa duemila in due anni, le spalline di ufficiale, con il grado di alfiere, nel 1797.

### La partecipazione alle guerre contro i francesi

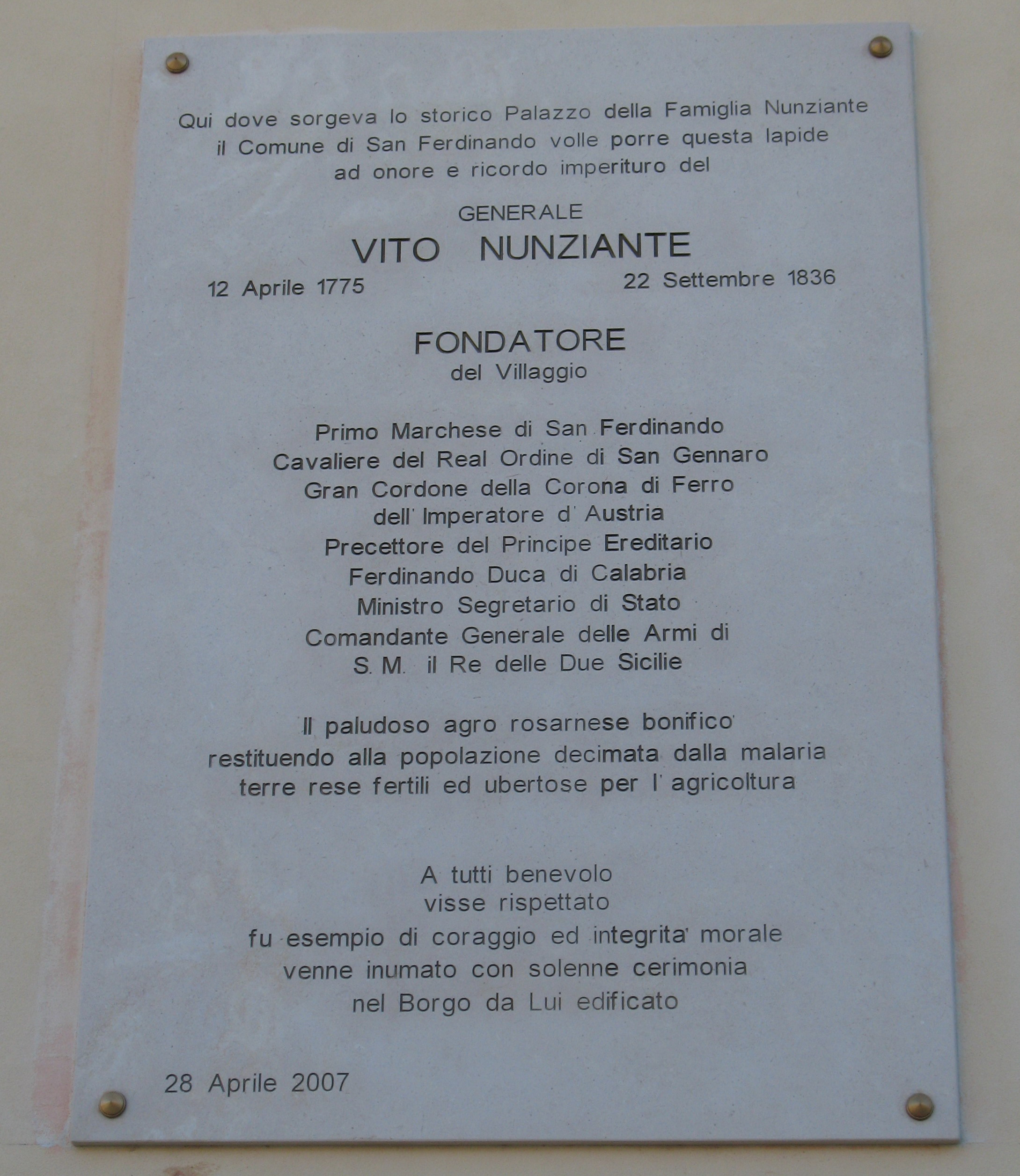
Lapide in onore del generale Vito Nunziante

Scoppiata la guerra tra il Regno di Napoli e la Repubblica Francese, Nunziante partecipò alla prima occupazione di Roma da parte dei napoletani. In seguito alla fuga del re Ferdinando IV di Napoli in Sicilia, avvenuta il 22 dicembre 1798, e allo sbandamento dell'esercito napoletano, riuscì a formare un reggimento, che denominò “Santa Croce”, con il quale si unì all'armata sanfedista del cardinale Ruffo. Quest'ultimo rinominò il reggimento come “Montefusco” e lo promosse al grado di colonnello comandante dello stesso. Durante la riconquista del regno partecipò all'assedio della fortezza di Capua fino alla resa dei francesi e quindi alla seconda occupazione di Roma.
Fu catturato nel corso dello scontro di Siena, ma riuscì ad evadere. Venne successivamente confermato dal re nel grado di colonnello e messo a capo del reggimento “Sanniti”. Nel 1806, dopo la sconfitta nella battaglia di Campotenese e la conseguente riconquista francese del regno di Napoli, si portò in Sicilia dove venne incaricato con il suo reggimento e un piccolo rinforzo di cavalleria di tenere Reggio, unica testa di ponte sul continente ancora in mano ai Borbone. Giunto in zona d'operazioni con l'ordine di tenere con sé le navi che l'avevano trasportato, in modo da potersi assicurare una rapida ritirata, dopo aver valutato la situazione, chiese con successo al re di poter rimandare indietro le navi. Consigliò inoltre al re di disperdere le masse di popolani o di integrarle nell'esercito.
Nel 1807 venne messo sotto il comando del principe Luigi d'Assia-Philippsthal in una spedizione per la riconquista della parte continentale. La spedizione ebbe la meglio sui francesi a Seminara, dopo di che l'armata si attestò davanti a Mileto e, nonostante il Nunziante consigliasse a Philippsthal la ritirata verso Catanzaro, di cui si poteva sfruttare la migliore posizione strategica, il 28 maggio 1807 quest'ultimo andò incontro alla sconfitta nella battaglia di Mileto. Rientrato a Reggio con i resti del proprio reggimento (ridotto da 1.200 a 579 uomini, di cui 49 all'ospedale), Nunziante assicurò la difesa del castello per altri sei mesi, dopo di che fu richiamato in Sicilia, dove fu promosso brigadiere e messo a capo delle forze di Milazzo.
Nell'ambito del nuovo incarico, riuscì a riorganizzare le forze sotto il proprio comando, migliorando le condizioni dei soldati e i rapporti con gli alleati inglesi e ottenne, diversamente da quanto previsto dalle disposizioni vigenti, di avere il comando nel caso il suo grado fosse stato maggiore di quello dell'ufficiale inglese presente nello stesso luogo. Nello stesso periodo rimase vedovo dalla prima moglie Faustina Onesti e conobbe a Lipari Camilla Barresi, “leggiadra e ricca donzella”, che divenne la sua seconda moglie. Da quest'ultima ebbe otto figli, che si aggiunsero ai quattro di primo letto. Gli arrivarono varie offerte per passare al servizio di Murat, cui oppose sempre un fermo diniego, sebbene i suoi figli si trovassero ancora nella parte continentale e Murat non ne permettesse il trasferimento. Nel 1814, sotto il comando di Lord William Bentinck, partecipò alla conquista di Genova, ma ne venne successivamente escluso in quanto in un articolo si proclamò contrario all'accordo tra Murat e le Potenze, che non prevedeva la restituzione della parte continentale del Regno ai Borbone.

### Generale e marchese

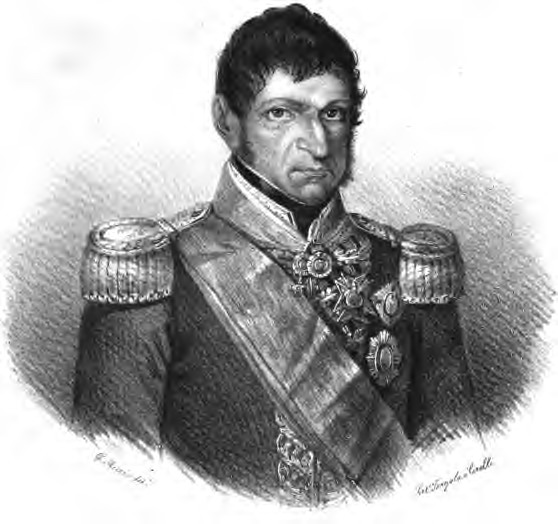
Litografia di Vito Nunziante

Nell'agosto del 1815, dopo la restaurazione dei Borbone e l'esilio di Murat, fu nominato comandante della V divisione territoriale, che aveva tutta la Calabria come zona di competenza, e ne spostò il quartier generale da Monteleone a Tropea. Il 9 ottobre gli giunse la notizia dello sbarco di Gioacchino Murat nel tentativo di riprendere il potere e della sua successiva cattura. In seguito a questi eventi, fu incaricato dal governo di nominare la corte militare che doveva giudicare l'ex-re e che in seguito lo condannò a morte. Il 12 aprile 1816 ottenne il titolo di Marchese di Cirello e successivamente (20 luglio 1819) il grado di tenente generale, la nomina a Cavaliere di Gran Croce dell'ordine di San Giorgio, l'incarico di commissario civile e il potere di Alter Ego, che equiparò i suoi ordini a quelli del sovrano.
In quest'epoca si occupò di reprimere la Carboneria in Calabria, riuscendovi egregiamente, e operò attivamente anche contro il brigantaggio; riuscì anche a far aprire una strada tra Monteleone e Reggio Calabria. Il 4 luglio 1820 fu nominato, con lettera del re, comandante della IV divisione territoriale, che comprendeva Salerno e la Basilicata, e sarà con questa carica che tentò di opporsi ai moti scoppiati per la concessione della costituzione. Schieratosi in seguito a favore della costituzione con una lettera pubblicata sul Giornale Costituzionale del Regno delle Due Sicilie, fu quindi nominato il 17 novembre 1820 comandante della divisione territoriale di Siracusa e poi, il 9 dicembre 1820, Comandante generale delle Armi in Sicilia. Nello stesso anno fu iniziato in Massoneria insieme al figlio, senza formalità di rito, nella Loggia "Damone e Pizio" di Siracusa. Durante la restaurazione fu coinvolto dal generale Michele Carrascosa, esiliato, in una polemica sulla mancata repressione dei moti.
Ai primi di aprile del 1821 venne chiamato a far parte della Giunta temporanea di Governo e dal 30 luglio 1822 si occupò del riordino dell'esercito con la carica di ispettore generale della fanteria e cavalleria di linea. Il re Francesco I, salito al trono nel 1825, lo nominò Cavaliere del Real Ordine di San Giorgio e quartiermastro del Comando generale del Real Esercito, conferendogli inoltre un'indennità personale di 460 ducati mensili e incaricandolo anche dell'educazione militare dell'erede Ferdinando. Nel 1830, salito al trono lo stesso Ferdinando II, venne nominato luogotenente (governatore) della Sicilia, in attesa che Leopoldo di Borbone assumesse l'incarico. In questo breve periodo riuscì a conquistare l'affetto e il rispetto delle varie componenti del popolo. In seguito ottenne la dignità di ministro e di primo dopo il Re su tutta l'armata, che gli valse l'assunzione del comando supremo dell'esercito continentale.

## L'attività imprenditoriale
Nunziante non fu solo un ottimo militare, ma si distinse anche come imprenditore dinamico e capace. La sua prima impresa fu un'attività di estrazione di zolfo, allume, sale ammoniaco e acido borico sull'isola di Vulcano, all'epoca completamente abbandonata e deserta, che prese in censo dal vescovo di Lipari. A supporto dell'attività estrattiva, fece costruire delle case per i lavoratori e una chiesa intitolata a San Vito, fece piantare boschi (in modo da avere il legno per la fornace) e curò infine la realizzazione di una strada che consentisse l'ascesa al vulcano. Scavando un pozzo artesiano per portare acqua alle case degli operai, inoltre, scoprì una sorgente termale, sulla quale fece quindi costruire delle terme con una sezione gratuita riservata ai poveri. Stesso esito ebbe un identico scavo effettuato a Torre Annunziata nel 1831. A Lipari dal reniccio vulcanico ottenne stoviglie.
Durante il servizio in Calabria ebbe modo di osservare le precarie condizioni dei terreni malarici della Piana compresi nel comune di Rosarno, e ne chiese al governo la bonifica.
Ne ottenne come risposta che, sebbene si riconoscesse che si trattava di un'opera necessaria, il governo non disponeva di fondi sufficienti per compierla. Fu quindi stipulato un contratto che impegnava il Marchese a bonificare l'area in 5 anni, ottenendo in cambio i ¾ dei territori bonificati. Per alloggiare i lavoratori occupati nelle operazioni di prosciugamento, Nunziante fondò il piccolo centro di San Ferdinando e si fece aiutare dal botanico Guglielmo Gasparrini nella scelta delle colture da impiantare nella zona.
Si occupò anche di miniere di ferro in Calabria e di piombo nel Principato citeriore (attuale provincia di Salerno). Effettuò inoltre ricerche di carbon fossile in vari siti e avviò una cava di marmo a Latronico, sul monte Alpi in Basilicata.
A Pescara affrontò e risolse il problema delle esondazioni del fiume omonimo, facendo intervenire i vangatori cosentini già utilizzati per la bonifica a Rosarno.

## La morte

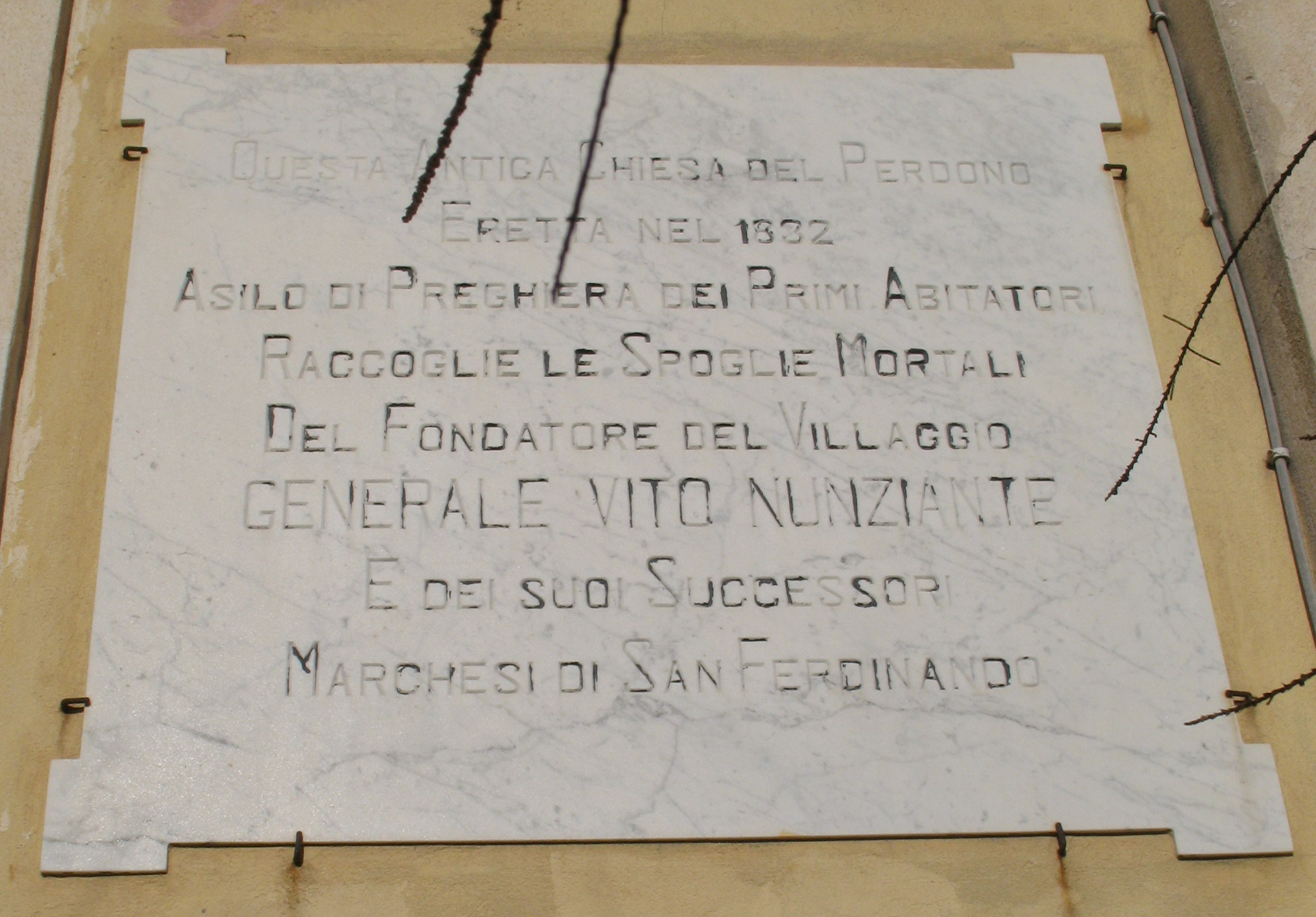
Lapide presso la chiesa del Perdono, luogo di sepoltura del generale Vito Nunziante

Nel 1832, mentre si trovava nelle sue proprietà di San Ferdinando, ebbe un attacco di morbo nero (probabilmente cirrosi epatica collegata con la malaria). Trasferito a Napoli fece testamento, nominandone esecutore l'amico Florestano Pepe. Morì nel 1836 a Torre Annunziata, dove si era trasferito per curarsi con le acque termali da lui scoperte. I funerali si tennero a Napoli e subito dopo la salma imbalsamata fu trasferita a San Ferdinando nella cui chiesa del Perdono riposava. La sua tomba, dopo l'avvenimento di atti di vandalismo, fu trasferita nel cimitero locale..